# Pointe de Penhap
La pointe de Penhap est un site naturel de l'île aux Moines (Morbihan).
Elle se termine dans sa partie méridionale par la pointe de Nioul qui offre une vue étendue sur le petit port du Logéo de la presqu'île de Rhuys et sur l'entrée du golfe du Morbihan.

## Écologie
Le site est protégé par le Conservatoire du littoral depuis 1980. 